# Pollenbuis

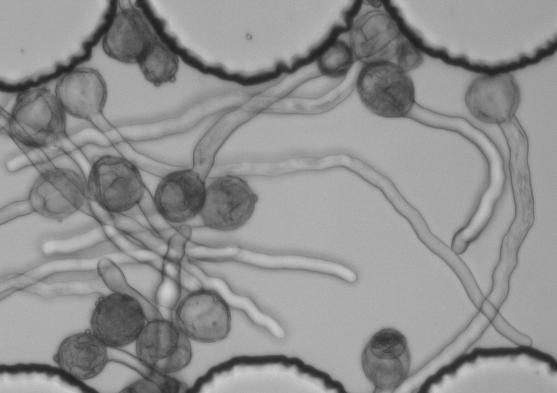
Kiemende stuifmeelkorrels met pollenbuizen

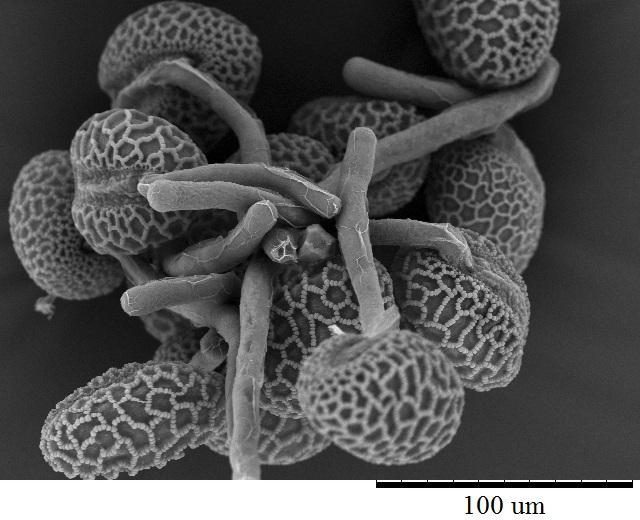
Rasterelektronenmicroscoop-afbeelding van pollenbuis groeiend uit stuifmeelkorrels van lelie.

Een pollenbuis is een buisvormige uitgroeiing van de pollenkorrels van zaadplanten.
Bij de kieming van een pollenkorrel groeit de pollenbuis door de wand van de pollenkorrel naar buiten. Dit vindt plaats als de pollenkorrel op een compatibele stempel is terechtgekomen. De vegetatieve kern en de generatieve kernen van de pollenkorrel kunnen zo uit de stuifmeelkorrel in de richting van de eicel groeien zodat ze de eicel in het zaadbeginsel bereiken. De route die de pollenbuis bij zijn groei neemt, bijvoorbeeld door de stijl, is afhankelijk van de soort.